# Antoni Böttcher
Antoni Józef Böttcher (ur. 19 marca 1914 w Berlinie, zm. 19 lutego 1982 w Poznaniu) – polski piłkarz, obrońca.

## Kariera klubowa
Był wychowankiem HCP Poznań. Występując w drużynie juniorów tego klubu w 1932 roku wywalczył Puchar Rotnickiego. W latach 1936–1937, po zdobyciu mistrzostwa okręgu poznańskiego walczył w rozgrywkach o wejście do ligi. Obie próby zakończyły się dla HCP Poznań niepowodzeniem. W 1938 roku w ramach głośnego transferu przeszedł do KPW Poznań (dzisiejszy Lech) w zamian za trzech juniorów (T. Polka, B. Niemier i T. Walkowiak). W czasie wojny przebywał na terenie Niemiec. Po powrocie do Polski grał w barwach Lecha w rozgrywkach klasy A Poznańskiego OZPN (1946). Rok później wystąpił w 9 meczach w ramach rozgrywek o wejście do ligi i zdobył 1 gola. Po raz ostatni wystąpił na boisku 28 września 1947 w meczu z Szombierkami Bytom 13:0. Przyczynił się do wywalczenia przez Lecha awansu do ekstraklasy.

## Kariera reprezentacyjna
W reprezentacji Polski wystąpił tylko raz, w rozegranym 12 września 1937 spotkaniu ze Bułgarią, które Polska zremisowała 3:3. Powoływany wielokrotnie do reprezentacji Poznania. W latach 1936–1937 wystąpił w 3 meczach o Puchar Prezydenta Mościckiego.

## Kariera trenerska
Pracował jako trener. Dwukrotnie, w latach 1949 i 1950-51, był szkoleniowcem poznańskiego Lecha, prowadząc zespół w ekstraklasie. W roku 1953 był trenerem drugoligowej wówczas Polonii Leszno. Prowadził także inne kluby wielkopolskie Kanię Gostyń, Mosiński KS, Obrę Kościan oraz drugi zespół poznańskiego Lecha.
Został pochowany na Cmentarzu Junikowo w Poznaniu.